# Žitavany
Žitavany este o comună slovacă, aflată în districtul Zlaté Moravce din regiunea Nitra. Localitatea se află la altitudinea de 204 m deasupra n.m., se întinde pe o suprafață de 18,2 km2 și în 2017 număra 1.898 de locuitori.

## Istoric
Localitatea Žitavany este atestată documentar din 1075.

## Demografie
| An:                | 1994 | 2004 | 2014   | 2024   |
| ------------------ | ---- | ---- | ------ | ------ |
| Număr de persoane: | 0    | 1818 | 1930   | 1804   |
| Diferență:         |      | –    | +6,16% | −6,52% |

| An:                | 2023 | 2024   |
| ------------------ | ---- | ------ |
| Număr de persoane: | 1825 | 1804   |
| Diferență:         |      | −1,15% |